# ریوچل
ریوچل (انگلیسی: Ryuchell; ۲۹ سپتامبر ۱۹۹۵ – ۱۲ ژوئیهٔ ۲۰۲۳) مدل (شخص)، و شخصیت‌های تلویزیونی در ژاپن اهل ژاپن بود.

## مرگ
در ۱۲ ژوئیه ۲۰۲۳، ریوچل توسط مدیرشان بیهوش در یک دفتر آژانس استعدادیابی واقع در محله شیبویا-کو، توکیو پیدا شد. مدت کوتاهی بعد در سن ۲۷ سالگی مرده اعلام شد. به گفته اداره پلیس کلان‌شهر توکیو، احتمال می‌رود که علت مرگ خودکشی بوده باشد.